# 劉伯川
劉伯川（1434年—？），字東之，江西廣信府永豐縣人，明朝政治人物。進士出身。

## 生平
江西鄉試第九十一名。天順元年（1457年）丁丑科會試第二百四十三名，殿試登進士第二甲第二十一名。

## 家族
曾祖父劉仲祥。祖父劉斯清。父亲劉宗禮。